# Kalutara District
Kalutara District är ett distrikt i Sri Lanka.   Det ligger i provinsen Västprovinsen, i den sydvästra delen av landet, 50 km sydost om huvudstaden Colombo. Antalet invånare är 1 217 260. Arean är 1 598 kvadratkilometer.
Terrängen i Kalutara District är platt åt sydväst, men åt nordost är den kuperad.
Kalutara District delas in i:
- Horana Division
- Ingiriya Division
- Madurawala Division
- Bulathsinhala Division
- Panadura Division
- Bandaragama Division
- Millaniya Division
- Kalutara Division
- Dodangoda Division
- Agalawatta Division
- Beruwala Division